# Piero Aggradi
Piero Aggradi (né le 7 octobre 1934 à Turin au Piémont et mort le 17 juillet 2008 à Pescara dans les Abruzzes) est un joueur et dirigeant de football italien. Il évoluait au poste de défenseur.

## Biographie
Aggradi joue durant sa carrière avec les clubs de Monza, de la Juventus (disputant sa première rencontre bianconera le 30 octobre 1955 lors d'un nul 1-1 contre la Roma), de Palerme, d'Alexandrie, de Pordenone, de Cesena, de Casale et de Chieri.
Après sa carrière de joueur, il devient dirigeant sportif, prenant la tête de clubs comme Pescara, Catanzaro, Campobasso, Padoue (on lui doit notamment la découverte en 1998 du jeune talent Vincenzo Iaquinta), Chieti et Cavese.
Il fut également chroniqueur à la télévision pour la chaîne Abruzzo Channel dans une émission sportive. Il décède en 2008 des suites d'un malaise dans sa maison à Pescara.

## Palmarès
Juventus
- Coupe d'Italie (1) :
  - Vainqueur : 1958-59.